# Предраг Васић
Предраг Васић (Гњилане, 30. октобар 1997) српски је позоришни, филмски и телевизијски глумац.

## Биографија
Предраг Васић је рођен 30. октобра 1997. године у Гњилану од оца Славише и мајке Светлане. Након НАТО бомбардовања СР Југославије 1999, заједно са породицом се преселио у Београд. Са шест година је кренуо у школу глуме Ненада Ненадовића, а прву улогу остварио је глумећи дечака у студентском филму Ко чува чуваре 2006. Годину дана након тога, глумио је политичаревог сина у трилеру Четврти човек. Године 2008, Предраг се појавио у француском филму Ларго Винч, где је глумио Даниса Влатковића.
Значајнију улогу остварио је као Ване у филму Свети Георгије убива аждаху. Након завршетка основне школе, уписао је средњу школу „Артимедија”.

## Филмографија
| Год.   | Назив                                 | Улога                |
| ------ | ------------------------------------- | -------------------- |
| 2000-е |                                       |                      |
| 2006.  | Ко чува чуваре                        | дечак                |
| 2007.  | Четврти човек                         | Политичарево дете    |
| 2008.  |                                       | Данис Влатковић      |
| 2009.  | Свети Георгије убива аждаху           | Ване сироче          |
| 2010-е |                                       |                      |
| 2010.  | Шишање                                | Оскар                |
| 2010.  | Монтевидео, Бог те видео!             | мали Станоје         |
| 2012.  | Црна Зорица                           | Ване                 |
| 2012.  | Монтевидео, Бог те видео! (ТВ серија) | мали Станоје         |
| 2013.  | На путу за Монтевидео                 | мали Станоје         |
| 2013.  | Монтевидео, видимо се!                | мали Станоје         |
| 2014.  | Како да дресирате свог змаја 2        | Штуцко               |
| 2014.  | Монтевидео, видимо се! (ТВ серија)    | мали Станоје         |
| 2019.  | Пет                                   | дечак из сервиса     |
| 2019.  | Моја генерација Z                     | Милош Костић „Коска” |
| 2020-е |                                       |                      |
| 2020.  | Жигосани у рекету                     |                      |
| 2021.  | Дрим тим                              | Јевић                |
| 2021.  | Радио Милева                          | Бетмен               |
| 2022.  | Нећеш бити сама                       | младожења            |
| 2023.  | Чекај ме и вратићу се                 | Матке                |

## Референца
1. ↑  „Predrag Vasić”. Biografija.org. Приступљено 13. 4. 2020.
2. ↑  Јурчић, Мирјана (18. 9. 2016). „Predrag Vasić: Imam devojku i nisam se uobrazio”. Puls Online. Приступљено 13. 4. 2020.